# Ácido verátrico
Ácido verátrico ou ácido 3,4-dimetoxibenzoico é o composto químico orgânico, um ácido carboxílico, de fórmula C9H10O4. Pode ser considerado um derivado do ácido benzoico com dois grupos metoxilo, ou do veratrol com um grupo carboxila. Ocorre naturalmente em lgumas plantas, como as plantas do gênero Veratrum (Veratrum album). O ácido verátrico pode servir de material de partida (precursor) para uma série de compostos, como o veratrol.

## História
O ácido foi identificado por M. Merck  ao extraí-lo das sementes da Veratrum sebadilla, e, por causa disto, recebeu o nome de ácido verátrico. Este ácido, de acordo com Merck, é solúvel em álcool, principalmente se aquecido, e insolúvel em éter. Seus sais de potássio e sódio são solúveis em água e álcool. O ácido não se decompõe se exposto a ácido sulfúrico ou ácido nítrico. De acordo com a análise do Professor Schrötter, este ácido era composto, em massa, por 5,49% de hidrogênio, 59,95% de carbono e 34.54% de oxigênio. A fórmula química, determinada por Merck, era H18C18O7.